# Roger Pramotton
Roger Pramotton (ur. 17 maja 1969 w Courmayeur) – włoski narciarz alpejski, dwukrotny medalista mistrzostw świata juniorów.

## Kariera
Po raz pierwszy na arenie międzynarodowej Roger Pramotton pojawił się w 1986 roku, startując na mistrzostwach świata juniorów w Bad Kleinkirchheim. W swoim jedynym starcie zajął tam dziewiętnaste miejsce w zjeździe. Jeszcze dwukrotnie startował w zawodach tego cyklu, najlepsze wyniki osiągając podczas mistrzostw świata juniorów w Sälen, gdzie zdobył dwa medale. W slalomie wywalczył złoty medal, wyprzedzając bezpośrednio Szwajcara Michaela von Grünigena i Adriána Bíreša z Czechosłowacji. Następnie zajął trzecie miejsce w kombinacji, plasując się za Austriakiem Wolfgangiem Erharterem i Adriánem Bírešem. Na tej samej imprezie zajął ponadto czwarte miejsce w zjeździe, przegrywając walkę o podium z Austriakiem Peterem Rzehakiem.
W zawodach Pucharu Świata zadebiutował 26 lutego 1991 roku w Oppdal, zajmując czternaste miejsce w slalomie. Tym samym już w swoim debiucie zdobył pierwsze pucharowe punkty. Najlepszą lokatę w zawodach tego cyklu wywalczył 29 listopada 1992 roku w Sestriere, zajmując ósme miejsce w tej samej konkurencji. Najlepsze wyniki osiągnął w sezonie 1990/1991, kiedy w klasyfikacji generalnej zajął 88. miejsce. Nie startował na mistrzostwach świata ani igrzyskach olimpijskich.
Jego brat, Richard, także uprawiał narciarstwo alpejskie.

## Osiągnięcia

### Mistrzostwa świata juniorów
| Miejsce | Dzień     | Rok  | Miejscowość        | Konkurencja | Czas biegu  | Strata  | Zwycięzca     |
| ------- | --------- | ---- | ------------------ | ----------- | ----------- | ------- | ------------- |
| 19.     | 20 lutego | 1986 | Bad Kleinkirchheim | Zjazd       | 1:41,03 min | +2,58 s | William Besse |
| 1.      | 21 marca  | 1987 | Sälen              | Slalom      | 1:50,95 min | -       | -             |
| 8.      | 22 marca  | 1987 | Sälen              | Gigant      | 2:31,70 min | +2,27 s | Thomas Wolf   |
| 4.      | 26 marca  | 1987 | Hemsedal           | Zjazd       | 1:25,72 min | +0,18 s | Urs Lehmann   |

### Puchar Świata

#### Miejsca w klasyfikacji generalnej
- sezon 1990/1991: 88.
- sezon 1991/1992: 114.
- sezon 1992/1993: 102.
- sezon 1993/1994: 128.
- sezon 1994/1995: 126.

#### Miejsca na podium
Pramotton nie stawał na podium zawodów PŚ.